# Абаканский острог
Абаканский острог — крепостное сооружение, одно из первых русских поселений на территории Минусинской котловины, населённой енисейскими кыргызами и другими предками хакасов.

## Первый Абаканский острог
Фактически название Абаканский острог употребляется в отношении двух разных острогов, первый из которых пытались возвести на острове Сосновый в устье реки Абакан в 1675 году. Иногда он именуется как «Абаканский острожек». Местный правитель Иренек-хан дважды штурмовал русскую крепость, пытаясь поджечь её, но безуспешно. Осенью 1675 года Иренек и другие кыргызские князья были вызваны в Джунгарию, где находились около года. Весеннее половодье 1676 года повредило деревянные строения и русские казаки ушли.

## Второй Абаканский острог
В 1706 году было принято решение (указ Петра Первого) о строительстве в устье Абакана на левом берегу Енисея нового острога. Строительство было поручено боярскому сыну из Томска Илье Цыцурину, в помощники которому был назначен также боярский сын Конон Самсонов из Красноярска. Однако, прибыв в 1707 году с экспедицией на место предполагаемого строительства, её руководители обнаружили, что расположение непригодно — мало пахотных мест, где могли бы поселиться крестьяне, отсутствует лес, необходимый для строительства, а берега реки слишком низкие и весной затапливаются.
Вскоре нашлось подходящее место для постройки острога. Его выбрали на противоположном, правом, берегу Енисея, значительно ниже по течению, в устье реки Суда (ныне — Сыда). Однако острог был назван, как и предполагалось, Абаканским. Под этим названием он и вошёл в исторические документы. Абаканский острог представлял собой небольшое 5-башенное деревянное укрепление, обнесенное рвом, валом, надолбами и стенами по периметру. В остроге были возведены часовня и около 20 изб для служилых людей. Строительство острога заняло всего пятнадцать дней, с 4 по 18 августа 1707 года.
Строительство острога имело решающее значение для присоединения хакасских земель к российским. Официально именно с 1707 года отсчитывается срок, в течение которого Хакасия входит в состав России.
Острог потерял своё значение во второй половине XVIII века. В дальнейшем на месте крепостного сооружения возникло село Абаканское, впоследствии — Краснотуранск. Территория, на которой находился острог, была затоплена водами Красноярского водохранилища при строительстве Красноярской ГЭС.